# Levade
Levade (in croato Livade) è un centro abitato della Croazia, frazione del comune di Portole, nella Regione istriana.

## Storia

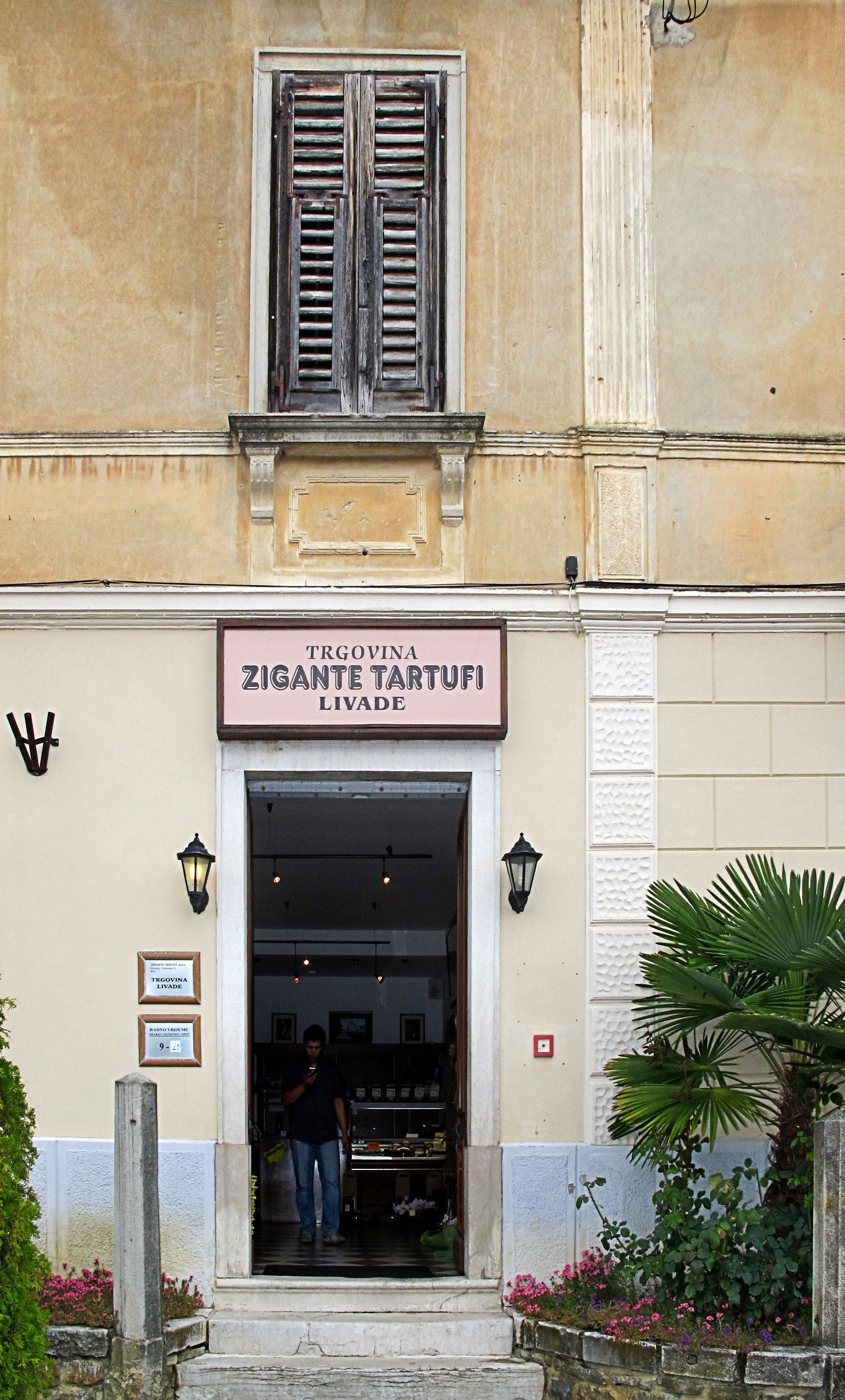
Negozio di tartufi a Levade

Dall'XI secolo Levade fu abitata da popolazioni venete. Nel XV secolo, dopo l'annessione alla Repubblica di Venezia, la cittadina ebbe una notevole crescita demografica.

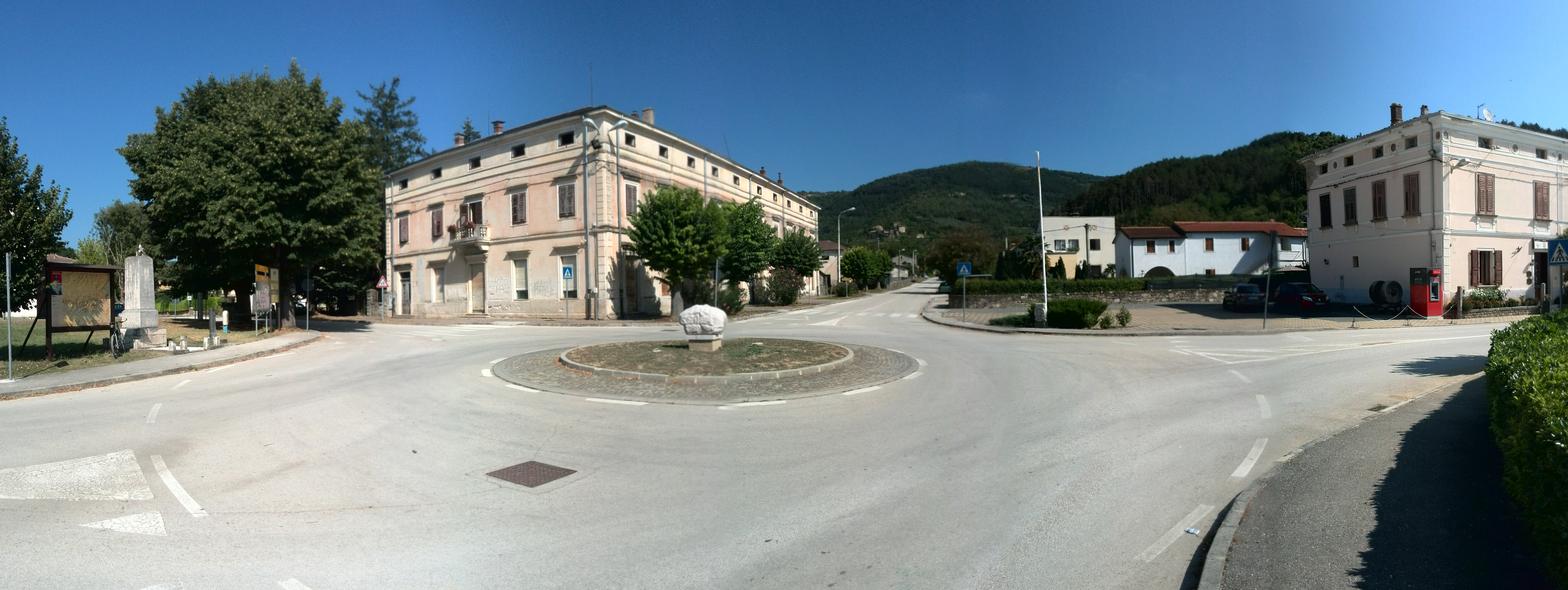
Veccia scuola - Levade

All'inizio dell'Ottocento il paesino entrò a far parte del Regno d'Italia Napoleonico, del quale fece parte fino al 1814, anno nel quale tornò a far parte dell'impero austriaco. Dopo la prima guerra mondiale Levade entrò a far parte dell'Italia (all'epoca la popolazione italiana era tra il 95% ed il 100%). Dopo la seconda guerra mondiale la cittadina passò sotto il dominio della Jugoslavia in seguito ai trattati di pace di Versailles del 1947. Con l'annessione alla Jugoslavia si inaugurò una politica di croatizzazione forzata che si concluse con una vera e propria pulizia etnica. Per sfuggire ai massacri molti italiani lasciarono il paese. La cittadina dal 1991 è sotto il controllo della Croazia, della quale fa parte tuttora.

## Società

### Evoluzione demografica
| 1880 | 1890 | 1900 | 1910 | 1948 | 1953 | 1961 | 1971 | 1981 | 1991 | 2001 | 2011 |
| 373  | 382  | 380  | 442  | 391  | 366  | 283  | 192  | 199  | 208  | 225  | 189  |